# Runaway Mine Train (Alton Towers)
Runaway Mine Train is een gemotoriseerde stalen achtbaan in het Britse attractiepark Alton Towers. De achtbaan is gebouwd door de Duitse achtbanenbouwer MACK Rides en werd geopend op 21 maart 1992.
Normaal gesproken maakt de achtbaan twee rondes per rit, echter worden er nog weleens meer rondes gereden op rustige dagen. De baan loopt naast de Congo River Rapids, waar het ook een tunnel mee deelt. Af en toe zwaaien de passagiers naar elkaar als ze elkaar als ze door de gedeelde tunnel gaan. Voor de attractie geld een minimale lengte van 90 centimeter en een minimale lengte van 110 centimeter om zelfstandig in de achtbaan te gaan.
Sinds 2013, na het verwijderen van The Beastie, is Runaway Mine Train officieel de oudste attractie van Alton Towers.

## Incidenten
Op 20 juli 2006 ging het mis toen er een fout was gemaakt met het koppelen van de treinen. In het tunnelgedeelte koppelde de treinen los waarbij 23 passagiers gewond raakten. Zes zijn afgevoerd naar het ziekenhuis, waarvan uiteindelijk twee daar een nacht hebben moet blijven.
Op 6 april 2007 heropende de achtbaan na gesloten te zijn voor 8 maanden. De treinen keerde pas volledig terug in juni 2007 omdat sommige van de karretjes nog werden gerenoveerd bij MACK Rides.